# Joe Weider
Josef Edwin "Joe" Weider (ur. 29 listopada 1919 w Montrealu, zm. 23 marca 2013 w Los Angeles) – kanadyjski kulturysta i przedsiębiorca, współzałożyciel IFBB obok młodszego brata Bena Weidera. Był również twórcą zawodów kulturystycznych Mr. Olympia z Ms. Olympia i konkursów kulturystycznych Masters Olympia. Był wydawcą czasopism związanych z kulturystyką i fitness, przede wszystkim „Muscle & Fitness”, „Flex”, „Men’s Fitness” i „Shape”, a producent linii sprzętu sportowego i suplementów fitness.

## Życiorys

### Wczesne lata
Urodził się w Montrealu w prowincji Quebec jako syn Louisa i Anny Weider, emigrantów żydowskich pochodzących z Polski z Kurowa. Opuścił szkołę w wieku 12 lat.

### Kariera
W 1940 zaczął publikować swój własny magazyn „Your Physique” oraz zbudował zestaw sztang z kół samochodowych i osi w tym samym roku w rodzinnym garażu na Coloniale Street w Montrealu. Zaprojektował liczne ćwiczenia począwszy od lat 50., w tym Weider System of Bodybuilding.
Zajął się także sprzedażą suplementów diety. W 1953 „Your Physique” przekształcił w „Muscle & Fitness”. Był założycielem także innych czasopism poświęconym kulturystyce m.in.: „Flex”, „Men’s Fitness” i „Shape”. Był również współzałożycielem największej federacji kulturystyki IFBB oraz inicjatorem największych na świecie zawodów kulturystycznych Mr. Olimpia, a także autorem wielu książek o tematyce treningów i kulturystyki. To dzięki niemu Arnold Schwarzenegger przyjechał do Stanów Zjednoczonych i zdobył sławę. Był dla Schwarzeneggera mentorem, patronem i trenerem.

## Życie prywatne
Ożenił się z Hedwiges „Vicky” Uzar. Mieli jedną córkę Lydię Ross. W 1960 rozwiedli się. W 1961 poślubił Betty Brosmer, która w Stanach Zjednoczonych była wówczas najlepiej opłacaną pin-up girl. Betty i Joe byli razem autorami książek o kulturystyce.
Zmarł 23 marca 2013 w Cedars-Sinai Medical Center w Los Angeles w Kalifornii z powodu niewydolności serca, w wieku 93 lat.

## W kulturze popularnej
W 2018 powstał biograficzny dramat sportowy Bigger: Historia Joego Weidera (Bigger), z udziałem Tylera Hoechlina w roli tytułowej, Roberta Forstera w roli Biggera w 2008, Julianne Hough jako Betty Weider, Caluma Von Mogera w roli Arnolda Schwarzeneggera i Coltona Haynesa jako Jacka LaLanne’a.